# البحر الأبيض
البحر الأبيض بحر داخلي في شمال الجزء الأوروبي من روسيا، وهو خليج في المحيط المتجمد الشمالي، وهو من أصغر البحار الروسية (مساحته نحو 80 ألف كم2). كامل البحر يقع في الأراضي الروسية. يقع على شاطئه ميناء مدينة أرخانغيلسك، وكان هذا البحر تاريخياً من أهم منافذ روسيا للتجارة البحرية.